# James Clerk Maxwell
James Clerk Maxwell (ur. 13 czerwca 1831 w Edynburgu, zm. 5 listopada 1879 w Cambridge) – szkocki fizyk i matematyk, laureat Medalu Rumforda (1860). Zajmował się elektrodynamiką, optyką i teorią barw, mechaniką nieba oraz termodynamiką, zwłaszcza kinetyczną teorią gazów. Maxwell uchodzi za największego fizyka XIX wieku i jednego z największych fizyków wszech czasów. W co najmniej dwóch rankingach znalazł się na podium – zaraz za Einsteinem i Newtonem.
Ukończył Edinburgh Academy, a następnie Trinity College na Uniwersytecie Cambridge.
Jest znany przede wszystkim jako ojciec kompletnej i jednolitej elektrodynamiki klasycznej – rozszerzył pierwotne prawo Ampère’a i stworzył tak układ równań nazwany jego nazwiskiem. Dzięki swojej teorii przewidział istnienie fal elektromagnetycznych. Poprawnie przyjął, że światło jest jedną z nich, rozwijając falowy model światła uznawany w jego czasach. Przewidział też istnienie innych zakresów częstotliwości jak potwierdzone potem fale radiowe. Pionier fotografii barwnej oraz fizyki statystycznej, dzięki której udowodniono atomizm. Badał też budowę pierścieni Saturna.
Otworzył epokę bezprzewodowej telekomunikacji opartej na radiotechnice. Jego teoria doprowadziła też do rewizji podstaw mechaniki Newtona – najpierw jako fundament teorii eteru Lorentza, a potem inspiracja do stworzenia szczególnej teorii względności przez Einsteina. Elektrodynamika Maxwella była też pierwszą relatywistyczną teorią pola, a przez to wzorcem dla innych modeli oddziaływań fundamentalnych – ogólnej teorii względności oraz teorii  oddziaływań jądrowych.

## Dorobek naukowy

### Elektrodynamika
Maxwell dokonał unifikacji oddziaływań elektrycznych i magnetycznych, to znaczy udowodnił, że elektryczność i magnetyzm są dwoma rodzajami tego samego zjawiska – elektromagnetyzmu. Wprowadzone przez niego w 1861 roku równania Maxwella pokazały, że pole elektryczne i magnetyczne rozchodzą się w próżni z prędkością światła w postaci fali. Doprowadziło go to do wniosku, że światło jest falą elektromagnetyczną.
Równania Maxwella są uważane za jeden z największych przełomów w historii fizyki. Na cześć ich odkrywcy jednostkę strumienia magnetycznego nazwano makswelem.

### Termodynamika

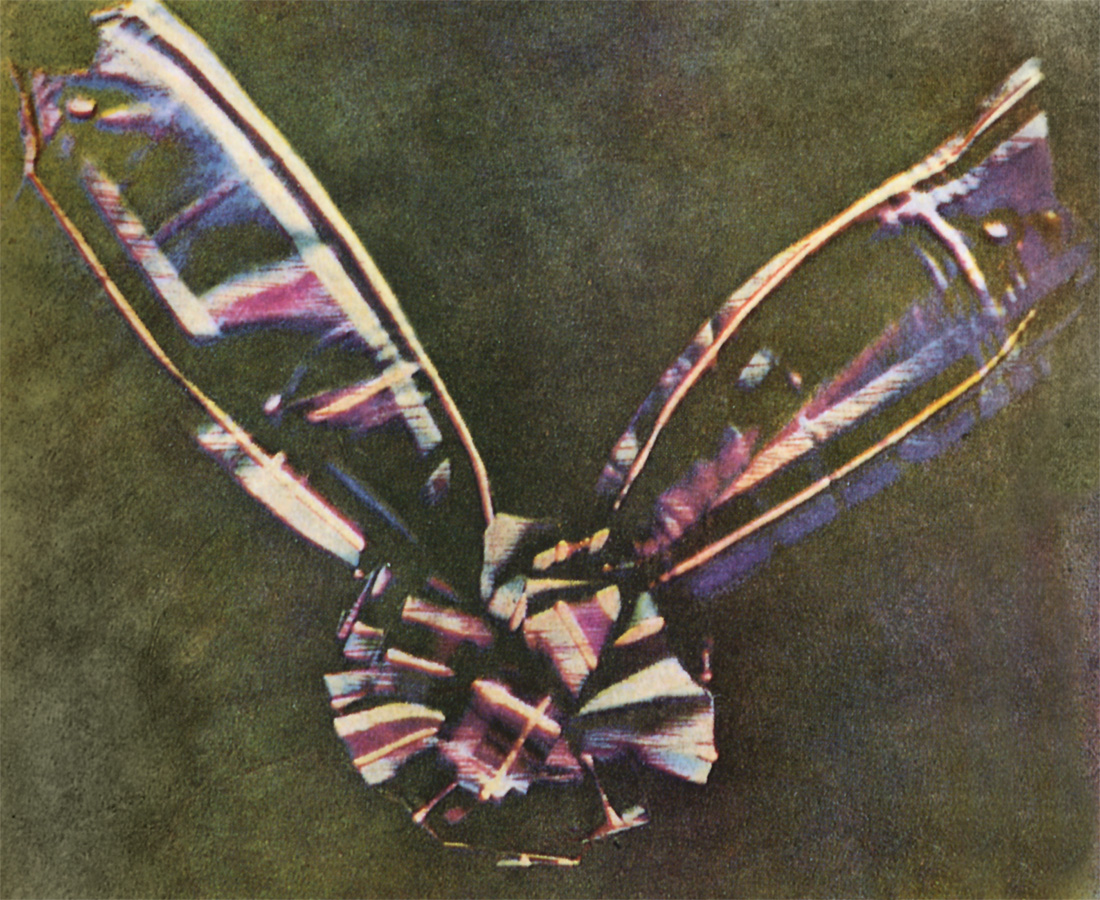
Pierwsza fotografia barwna, wykonana przez Maxwella w 1861 roku

W 1866 roku z rozkładu Boltzmanna Maxwell wyznaczył rozkład prędkości cząsteczek gazu doskonałego, który pozwala ustalić jaka część cząsteczek gazu porusza się z daną prędkością w ustalonej temperaturze. Maxwell jest także twórcą demona Maxwella, eksperymentu myślowego, który zaprzecza drugiej zasadzie termodynamiki.

### Teoria barw i fotografia
Maxwell odkrył, że kolorową fotografię można wykonać za pomocą czerwonych, niebieskich i zielonych filtrów optycznych. Pierwszą fotografię barwną zaprezentował w 1861 roku. Fotografia przedstawiała wstążkę tartanu.

## Przekonania religijne
Maxwell był osobą głęboko wierzącą. Krytycznie podchodził do teorii ewolucji sformułowanej w 1859 r. przez Darwina.

## Upamiętnienie

### Terminy naukowe
Elektrodynamika:
- równania Maxwella
- Makswel (Mx)
- mostek Maxwella

Termodynamika:
- demon Maxwella
- rozkład Maxwella
- relacje Maxwella

Inne:
- trójkąt Maxwella

### Inne nazwy
- Maxwell Montes – masyw górski na Wenus;
- Przerwa Maxwella – przerwa w jednym z pierścieni Saturna;
- Teleskop Jamesa Clerka Maxwella na Hawajach.